# سئو یی را
سئو یی را (کره‌ای: 서이라؛ زادهٔ ۳۱ اکتبر ۱۹۹۲) اسکیت‌باز سرعت اهل کره جنوبی است.